# Ruprecht I Rudy
Ruprecht I Rudy, niem. Ruprecht I. der Rote (ur. 9 czerwca 1309 w Wolfratshausen, zm. 16 lutego 1390 w Neustadt an der Weinstraße) – hrabia-palatyn reński w 1353–1390 i elektor Rzeszy od 1356, z dynastii Wittelsbachów. 

## Życiorys
Urodził się jako czwarty syn z sześciorga dzieci Rudolfa I Jąkały (1274–1319), księcia Górnej Bawarii i jego żony Matyldy z Nassau (ok. 1280–1323), królewny niemieckiej. Miał trzech starszych braci: Ludwika (1297–1312), Adolfa (1300–1327) i Rudolfa II (1306–1353), oraz dwie młodsze siostry: Matyldę (1312–1375) i Annę (1318–1319).
W 1313 roku ojciec Rudolfa podpisał z bratem Ludwikiem porozumienie mające zakończyć wojnę domową. Rudolf otrzymał Palatynat, zaś Ludwik Górną Bawarię. Po wyborze Ludwika na cesarza rzymskiego i dalszych konfliktach między braćmi, cesarz zajął Palatynat, a Rudolf wraz z synami udał się na emigrację. Rudolf umarł w 1319 roku. Jego następcą został najstarszy syn Adolf Wittelsbach. Po śmierci Adolfa w 1327 roku, pomimo faktu że posiadał on męskiego potomka, hrabią Palatynatu został jego młodszy brat Rudolf II Wittelsbach. Rudolf wraz z Ruprechtem podpisali z wujem porozumienie. Ludwik wycofał się z Palatynatu, przekazując władzę Rudolfowi.
Ruprecht ożenił się w 1350 roku z hrabiną Elżbietą (1340-1382), córką hrabiego Flandrii i Namuru Jana I Dampierre.
W 1356 roku na mocy Złotej Bulli wydanej przez cesarza Karola IV hrabia Palatynatu został jednym z siedmiu elektorów Rzeszy. 
Trzy lata po śmierci Elżbiety Ruprecht ożenił się ponownie z księżniczką Beatrycze (1360-1395), córką księcia Bergu Wilhelma I i córki Ruprechta II – Anny Wittelsbach. Zarówno z pierwszego jak i drugiego małżeństwa nie narodziło się dziecko. 
Ruprecht założył w 1386 roku Uniwersytet w Heidelbergu.
Po śmierci Ruprechta elektorem Palatynatu został jego bratanek Ruprecht II Wittelsbach, syn Adolfa. 